# Guarania (wantsen)
Guarania is een geslacht van wantsen uit de familie van de Miridae (blindwantsen). Het geslacht werd voor het eerst wetenschappelijk beschreven door José Cândido de Melo Carvalho en William Edward China in 1951.

## Soorten
Het genus bevat de volgende soort:

- Guarania myrmecomorpha Carvalho & China, 1951